# 송아리 (골프 선수)
송아리(1986년 5월 1일~)는 대한민국의 골프 선수이다.